# Ливади
Ливади (грч. Λιβάδι) је приморско насељено место на острву  Тасос у периферији Источна Македонија и Тракија, Грчка. Према попису из 2021. године био је 1 становник.
Ливади се води као посебно насеље од 2011. године.